# Volker Anger
Volker Anger (ur. 2 maja 1968 w Berlinie (wschodnim)) – wschodnioniemiecki, a potem niemiecki zapaśnik walczący w stylu wolnym. Olimpijczyk z Seulu 1988, gdzie zajął siódme miejsce w kategorii 48 kg.

## Kariera sportowa
Czwarty na mistrzostwach Europy w 1988; piąty w 1994 roku.
Mistrz NRD w 1986 i 1989; trzeci w 1985. Mistrz Niemiec w 1992-1995; drugi w 1996 roku.